# Мина (фильм, 2016)
«Мина» (англ. Mine) — военная драма 2016 года режиссёров Фабио Гуальоне и Фабио Резинаро. Главную роль сыграл Арми Хаммер. Премьера состоялась 6 октября 2016 года в Италии.

## Сюжет
В Северной Африке снайпер морской пехоты США Майк Стивенс и его наблюдатель Томми Мэдисон выполняют секретную миссию по убийству опасного лидера террористов, присутствующего на свадьбе бедуинов. Майк проваливает миссию, колеблясь, когда жених стоит на линии огня. Блик от снайперского прицела Майка обнаруживает противник и атакует их. Однако песчаная буря заставляет врага отступить, оставив Майка и Томми позади. В поисках немедленной эвакуации, эти двое проинструктированы найти дорогу в деревню, где их можно забрать, когда песчаная буря прекратится.
Однако, по пути в деревню, Томми наступает на противопехотную мину, которая отрывает ему ноги. Спустя несколько мгновений Майк тоже наступает на мину, но понимая это, остаётся на месте. Томми в агонии стреляет себе в голову, не желая, чтобы Майк сошёл с мины, чтобы спасти его.
Теперь Майк один связывается со своим начальником по рации, который говорит ему, что ему придется продержаться еще пятьдесят два часа до прихода помощи. Майк устанавливает таймер на часах на 52 часа, чтобы отслеживать оставшееся время. Находясь в суровых условиях пустыни, Стивенс борется как с психологическими, так и с физическими последствиями коварной ситуации, в которую он попал, прокручивая в голове воспоминания или воображаемые образы Томми, своей подруги, своих родителей и моменты, когда он был маленьким мальчиком.
Позже Майк видит в мираже своего отца, который поначалу издевается, но через некоторое время он становится эмоциональным, извиняясь за все, что сделал. Майк собирается застрелить его, но не делает этого, и они обнимают друг друга в слезах. Позже Майк отбивается от вражеских повстанцев, которые проследили его местоположение. Он сходит с мины на удачу, в надежде, что старые мины иногда не срабатывают. Он роет песок и обнаруживает, что то, что он считал миной, на самом деле была консервная банка с игрушечным солдатиком внутри. Он запускает сигнальную вспышку и, наконец, спасательная команда его находит. Майк возвращается в США, где прямо в аэропорту делает предложение своей девушке.

## В ролях
- Арми Хаммер — Майк Стивенс
- Аннабелль Уоллис — Дженни
- Том Каллен — Томми Мэдисон
- Клинт Дайер — бербер
- Джефф Белл — отец Майка
- Джульет Обри — мать Майка

## Премьерные показы
| Страна         | Дата            | Примечание                |
| -------------- | --------------- | ------------------------- |
| Италия         | 6 октября 2016  |                           |
| Испания        | 30 декабря 2016 |                           |
| США            | 7 апреля 2017   |                           |
| Великобритания | 17 апреля 2017  | премьера на DVD и Blu-ray |
| Кувейт         | 20 апреля 2017  |                           |

## Награды и номинации
| Год  | Награда                                        | Категория                 | Номинанты                                        | Результат |
| ---- | ---------------------------------------------- | ------------------------- | ------------------------------------------------ | --------- |
| 2017 | Давид ди Донателло                             | Лучший режиссёрский дебют | Фабио Гуальоне, Фабио Резинаро                   | Номинация |
| 2017 | Давид ди Донателло                             | Лучшие визуальные эффекты | Mercurio Domina, Far Forward, Fast Forward       | Номинация |
| 2017 | Golden Ciak Awards                             | Лучший монтаж             | Фабио Гуальоне, Филиппо Мауро Бони, Маттео Санти | Номинация |
| 2017 | Italian National Syndicate of Film Journalists | Лучший монтаж             | Фабио Гуальоне, Филиппо Мауро Бони, Маттео Санти | Номинация |

## Отзывы
Фильм получил негативные отзывы кинокритиков. На сайте Rotten Tomatoes у картины 17 % положительных рецензий на основе 30 отзывов. На сайте Metacritic — 40 баллов из 100 на основе 10 рецензий. Положительные оценки фильму дали критики Дэвид Руни из журнала «The Hollywood Reporter», Гари Голдстейн из «Los Angeles Times», Брайан Таллерико с сайта Роджера Эберта.